# Gnatholepis anjerensis
Gnatholepis anjerensis — вид риб родини Gobiidae.

## Назва
В англійській мові має назву «бичок зі смугою на оці» (англ. eyebar goby). 

## Опис
Риба до 8 см завдовжки. Світла з чорними цятками, чорна смуга тягнеться через око.

## Поширення та середовище існування
Живе на дні у багатих на коралові рифи територіях та затоках на глибині від 1 до 46 м. Від Червоного моря на заході до Полінезії на сході, Південної Африки на півдні та Рюкю на півночі.

## Галерея

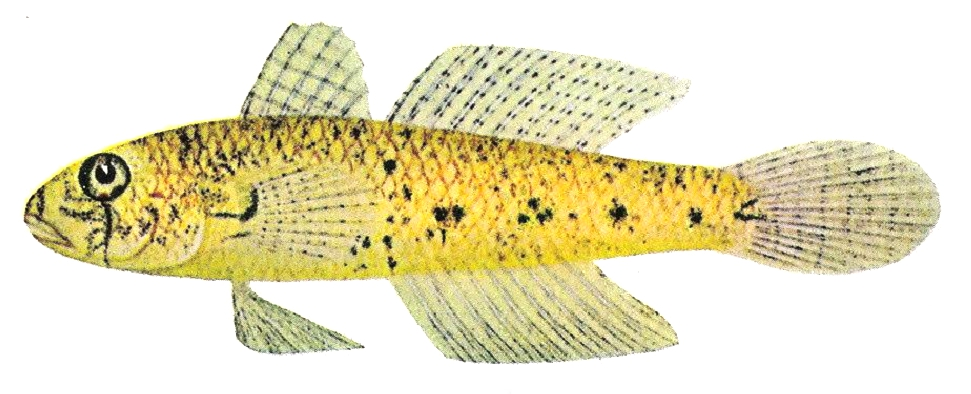
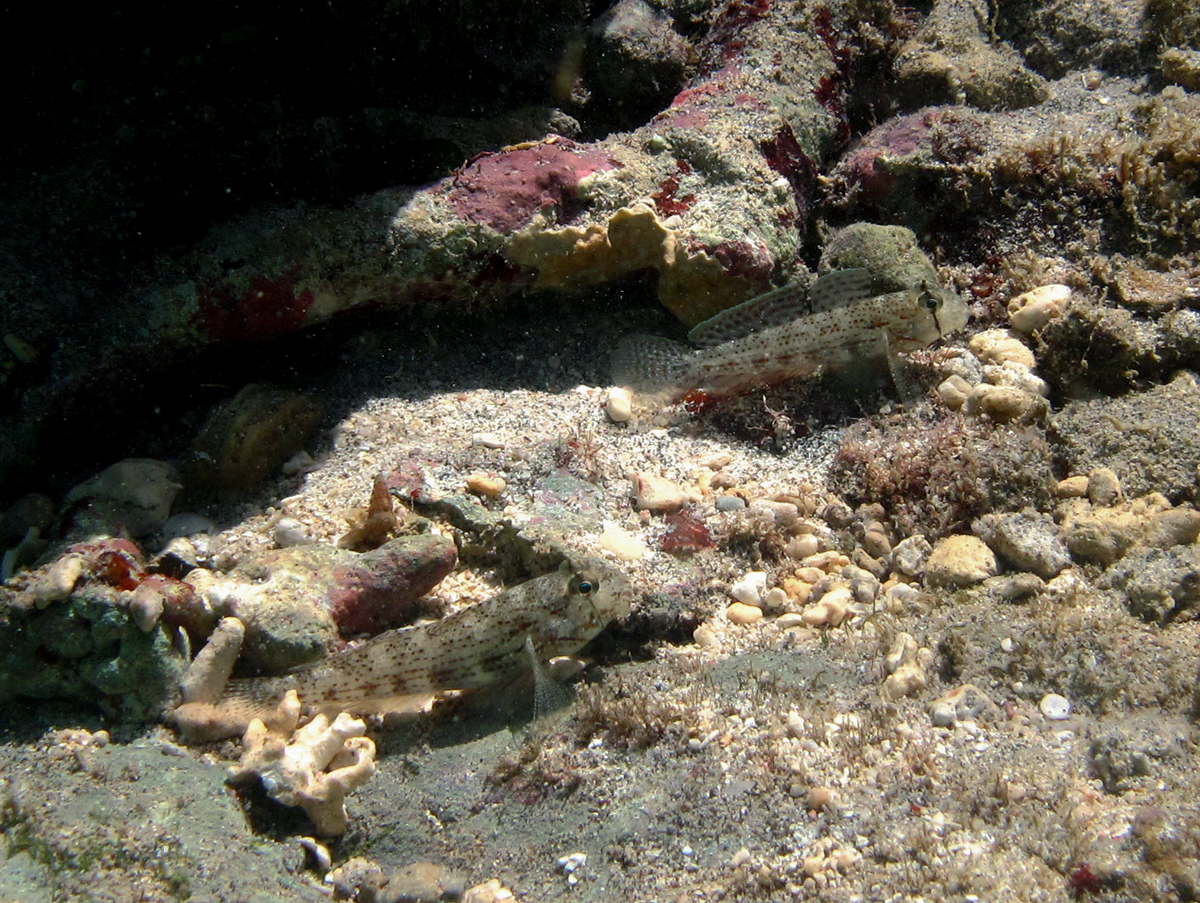